# Selfridge
Selfridge és una població dels Estats Units a l'estat de Dakota del Nord. Segons el cens del 2008 tenia 619 habitants.

## Demografia
Segons el cens del 2000, Selfridge tenia 223 habitants, 71 habitatges, i 54 famílies. La densitat de població era de 318,9 hab./km².
Dels 71 habitatges en un 46,5% hi vivien nens de menys de 18 anys, en un 36,6% hi vivien parelles casades, en un 28,2% dones solteres, i en un 23,9% no eren unitats familiars. En el 19,7% dels habitatges hi vivien persones soles el 2,8% de les quals corresponia a persones de 65 anys o més que vivien soles. El nombre mitjà de persones vivint en cada habitatge era de 3,14 i el nombre mitjà de persones que vivien en cada família era de 3,48.
Per edats la població es repartia de la següent manera: un 40,8% tenia menys de 18 anys, un 9,4% entre 18 i 24, un 23,8% entre 25 i 44, un 20,2% de 45 a 60 i un 5,8% 65 anys o més.
L'edat mediana era de 24 anys. Per cada 100 dones de 18 o més anys hi havia 83,3 homes.
La renda mediana per habitatge era de 24.375$ i la renda mediana per família de 23.594$. Els homes tenien una renda mediana de 21.875$ mentre que les dones 18.750$. La renda per capita de la població era de 8.824$. Entorn del 21,6% de les famílies i el 29,4% de la població estaven per davall del llindar de pobresa.

## Poblacions més properes
El següent diagrama mostra les poblacions més properes.